# Left Outside Alone
«Left Outside Alone» es una canción de la cantante estadounidense Anastacia, de su tercer álbum de estudio, Anastacia. Escrita principalmente por Anastacia junto con Dallas Austin y Glen Ballard, detalla la tensa relación de la cantante con su distanciado padre. La canción se publicó como el sencillo principal del álbum el 2004 con éxito tanto crítico como comercial. La canción alcanzó la primera posición en Australia, Austria, Italia, España, y Suiza; la segunda en Dinamarca, Alemania, Irlanda, los Países Bajos, y Noruega; y la tercera en el Reino Unido y Hungría, convirtiéndose así en el sexto sencillo de 2004 más vendido en Europa.
En los Estados Unidos, «Left Outside Alone» fue otro éxito en las listas de baile de Billboard, donde alcanzó la posición más alta en la Hot Dance Singles Sales, así como el quinto puesto en la Hot Dance Club Play.

## Promoción
- 10 de febrero de 2004 - Se estrenó como sencillo.

## Videoclip
Existen dos versiones del vídeo, el videoclip tuvo una gran aceptación entre el público. Videoclip donde se muestra una Anastacia totalmente recuperada del cáncer de pecho, y feliz, de haberlo superado. 
Dos años después, con un nuevo álbum, la cantante sacaba un nuevo video de esta canción para Estados Unidos, donde se muestra aún más fuerte, más sexy, y más Anastacia.

## Radio
Fue número uno en muchas emisoras de muchos países, como por ejemplo, en Los 40 principales, en España.
- Datos: Q1128617